# レット・ザ・グッド・タイムス・ロール (シャーリー・アンド・リーの曲)
「レット・ザ・グッド・タイムス・ロール (Let the Good Times Roll)」は、シャーリー&リーが1956年に録音した楽曲で、シングルのA面としてリリースされた。作詞作曲は、デュオのふたり、シャーリー・グッドマンとレナード・リー (Leonard Lee) 。リリース当初は、リーの単独クレジットとなっていたが、1985年グッドマンが共作者として認めるようリーの遺族に対する訴訟を起こし1996年に勝訴したため、以後のクレジットは両者の共作となっている。
1956年7月28日チャート初登場後、Billboard Hot 100チャートの20位、R&Bチャートの1位を記録している。
この曲の強く、安定したビートは、ドラマーのアール・パーマーが生み出している。この曲は、1964年にセプター・レコードから出されたコンピレーション・アルバム『The Big 16 Golden Oldies』にも収録された。また、1986年の映画『スタンド・バイ・ミー』のサウンドトラックにも、この曲が盛り込まれている。

## 参加メンバー
- シャーリー・グッドマン Shirley Goodman – ヴォーカル
- レナード・リー Leonard Lee – ヴォーカル
- デイヴ・バーソロミュー Dave Bartholomew - トランペット
- ジョー・ハリス Joe Harris - アルト・サクソフォン
- リー・アレン Lee Allen - テナー・サクソフォン
- クラレンス・ホール Clarence Hall – テナー・サクソフォン
- ハーブ・ハーデスティ Herb Hardesty – テナー・サクソフォン
- レッド・タイラー Alvin "Red" Tyler – バリトン・サクソフォン
- エドワード・フランク Edward Frank - ピアノ
- ジャスティン・アダムズまたはアーネスト・マクリーン Ernest McLean – ギター
- フランク・フィールズ Frank Fields – ベース
- アール・パーマー Earl Palmer – ドラムス[1]

## カバー・バージョン
この曲は以下を含む多くのアーティストによってカバーされている。
| 年     | アーティスト名                                                                          | 収録アルバム                                 | 備考                                                          |
| ------ | --------------------------------------------------------------------------------------- | -------------------------------------------- | ------------------------------------------------------------- |
| 1961年 | ロイ・オービソン                                                                        | シングル                                     | シングルB面。1965年にもシングルA面として再録音                |
| 1963年 | ライチャス・ブラザーズ                                                                  | 『Right Now!』                               |                                                               |
| 1963年 | コンウェイ・トゥイッティ                                                                | 『R&B』                                      |                                                               |
| 1964年 | ソニー&シェール                                                                         | 『Baby Don't Go』                            |                                                               |
| 1964年 | サーチャーズ                                                                            | 『Sounds Like The Searchers』                | 英国盤のみ収録                                                |
| 1964年 | ザ・キングスメン                                                                        | 『The Kingsmen – Volume II』                 | 曲名は「Come On Baby, Let The Good Times Roll」               |
| 1965年 | アニマルズ                                                                              | 『The Animals on Tour』                      |                                                               |
| 1966年 | ザ・ソニックス                                                                          | 『Boom』                                     |                                                               |
| 1967年 | バニー・シグラー                                                                        | 『Let The Good Times Roll And Feel So Good』 | 曲名は「Let The Good Times Roll And Feel So Good」            |
| 1971年 | ハリー・ニルソン                                                                        | 『ニルソン・シュミルソン』                   |                                                               |
| 1971年 | ヤングブラッズ                                                                          | 『Good and Dusty』                           |                                                               |
| 1972年 | スレイド                                                                                | 『Slayed?』                                  |                                                               |
| 1974年 | バーブラ・ストライサンド                                                                | 『ButterFly』                                |                                                               |
| 1976年 | フレディ・フェンダー                                                                    | 『Let The Good Times Roll』                  |                                                               |
| 1980年 | ジョー・ストラマー                                                                      | 『The Clash – Rude Boy』（DVD)               | 『ルード・ボーイ』劇中歌-サウンドトラック・アルバムには未収録 |
| 1981年 | ウィスキー・ハウル                                                                      | 『Live At The El Mocambo』                   | ライブ・アルバム                                              |
| 1995年 | デルバート・マクリントン                                                                | 『Let the Good Times Roll』                  |                                                               |
| 2008年 | ジョージ・クリントン フィーチャリング：レッド・ホット・チリ・ペッパーズ＆キム・マニング | 『George Clinton and His Gangsters of Love』 |                                                               |